# Liwenyi
Liwenyi (ou Liwenji, Likinji, Dikinji) est un village du Cameroun situé dans le département de la Meme et la Région du Sud-Ouest. Il fait partie de la commune de Mbonge.

## Population
En 1953 on y a comptabilisé 56 personnes, puis 39 en 1967, principalement des Bamboko.
Lors du recensement national de 2005, la localité comptait 23 habitants.